# کاماو
کاماو نام مرکز استان در جنوب کشور ویتنام است. این شهر ۲۰۴٬۸۹۵ نفر جمعیت دارد.

## نگارخانه

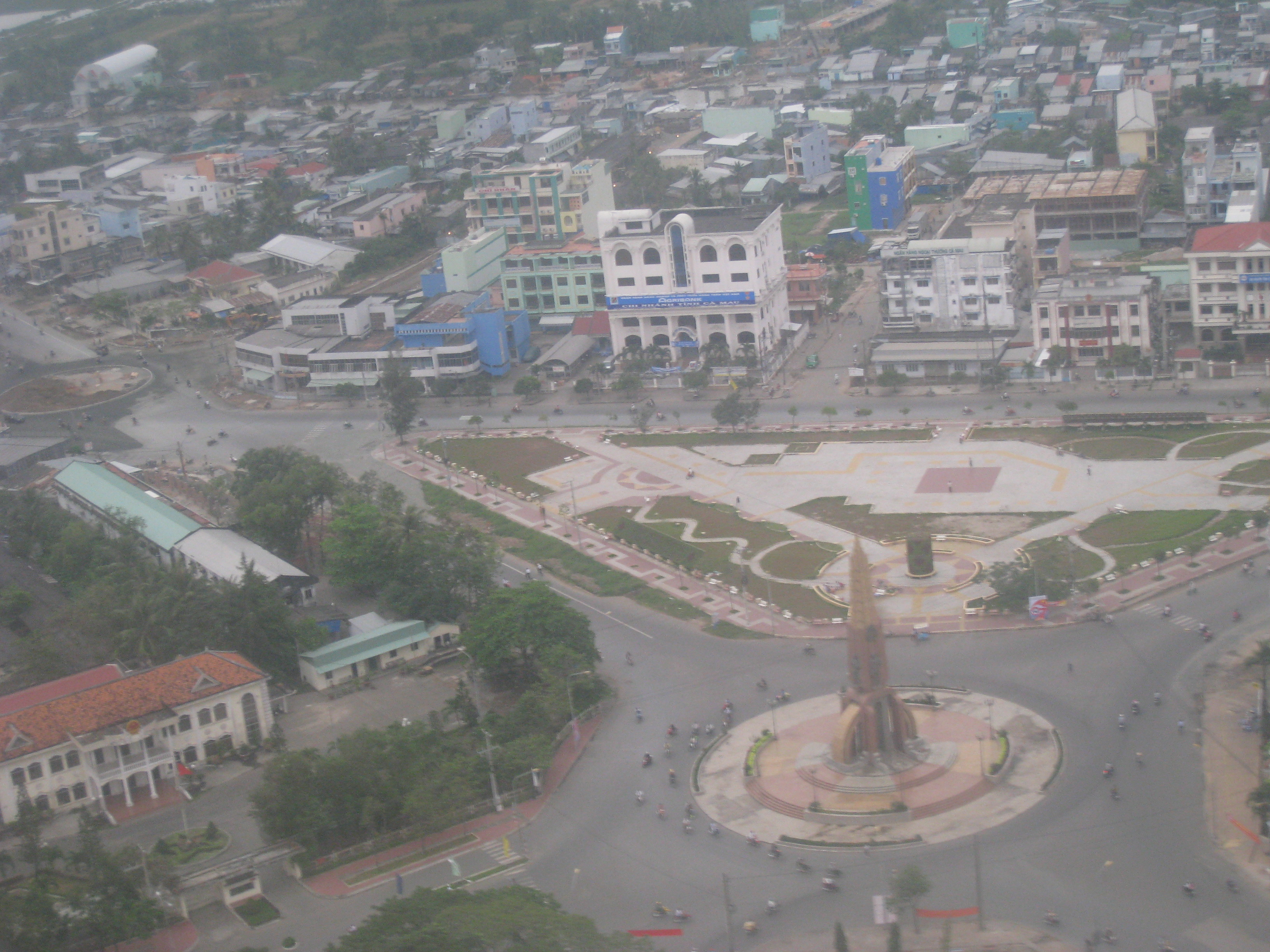
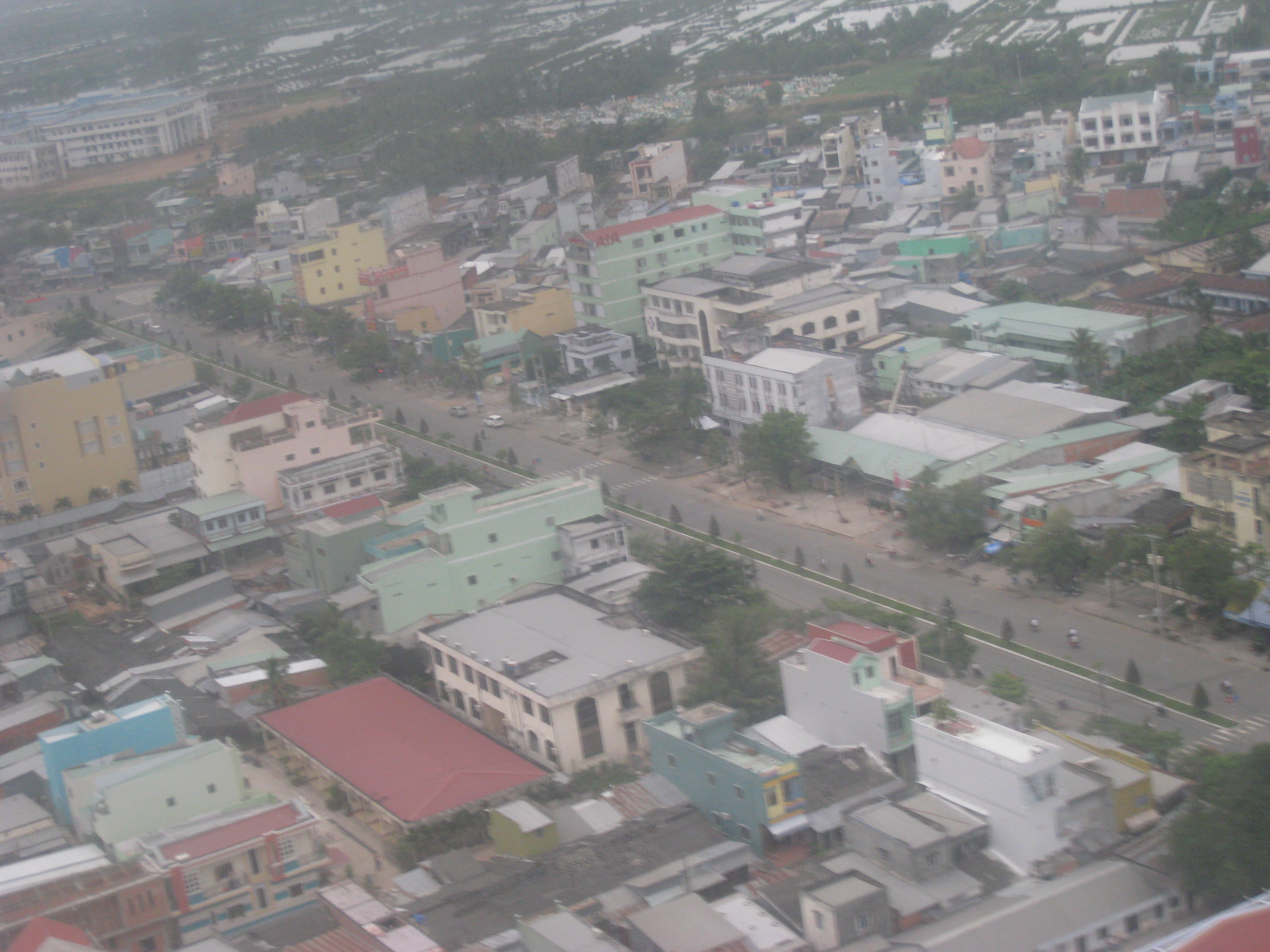
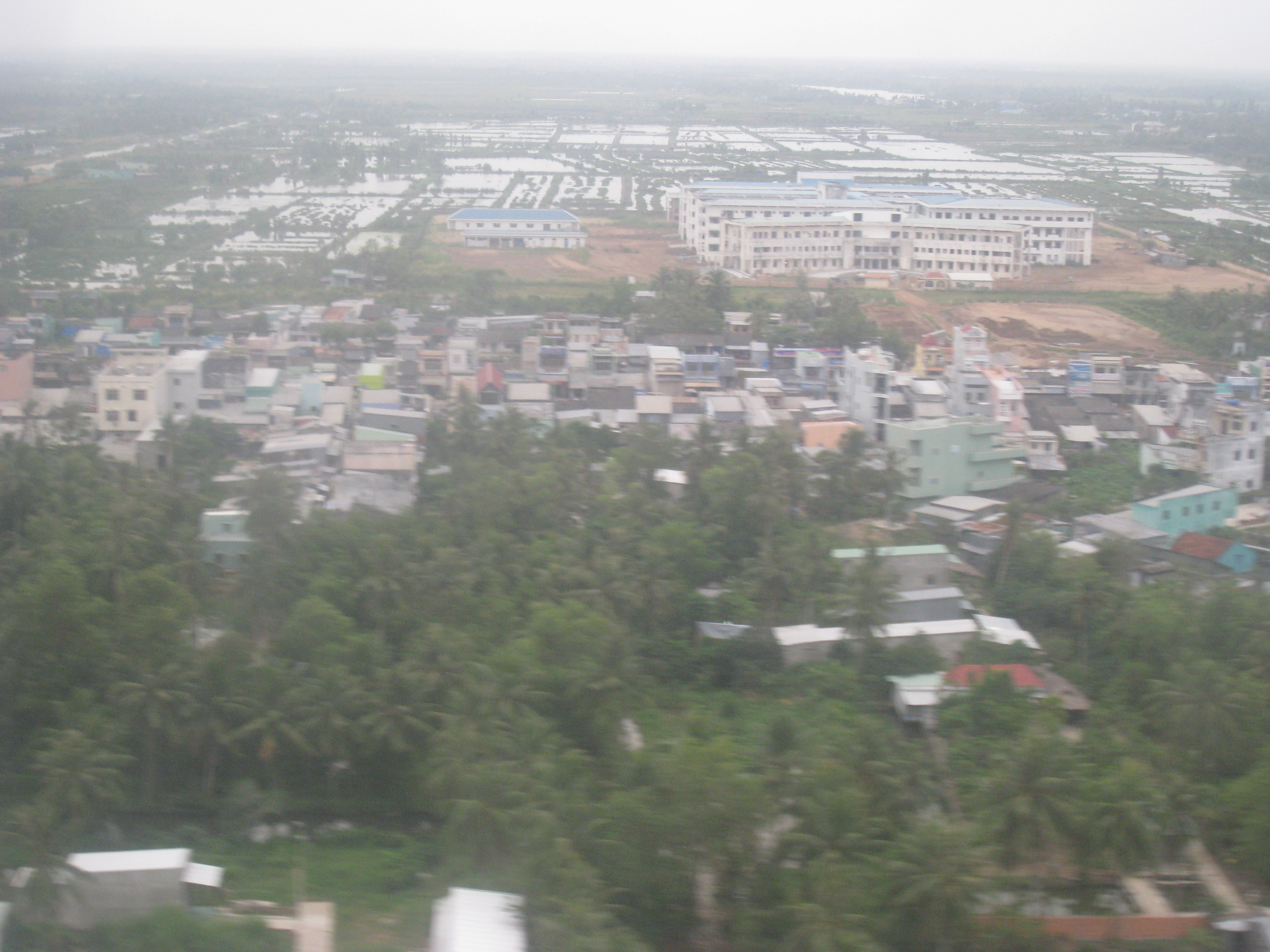